# Bernardus De Noter
Bernardus De Noter (Mechelen, 24 juli 1749 -  Gent, 26 oktober 1832), geboren Simon De Noter was de eerste algemene overste van de Broeders van Liefde.

## Levensloop
De Noter was een zoon van gegoede middenstanders, die afkomstig waren uit Duffel en Walem. Hij had zich voorgenomen binnen te treden in de jezuïetenorde, maar de afschaffing van deze orde in 1773 dwarsboomde zijn plannen. Hij verhuisde toen naar Gent en ging er wonen in een huis dat aan de kartuizers toebehoorde, wellicht met de bedoeling bij hen in te treden. Maar in 1783 werd ook deze orde opgeheven.
Vanaf 1779 was hij bediende en boekhouder van de cisterciënzerinnenabdij en het hospitaal in de Bijloke. Na 1783 ging hij daar ook wonen. Toen in 1799, in de Franse tijd, de abdij dreigde te worden afgeschaft en de monialen te worden verdreven, werd hij door Sabine Bruggheman, de laatste abdis, aangesteld als gevolmachtigde over het Bijlokehospitaal. Vanaf 1800 ging hij langs de Houtlei wonen, bij zijn neef, de kunstschilder Pieter-Frans De Noter (1779-1842).
Tot in 1802, misschien tot in 1805 had hij de leiding over het ziekenhuis, totdat teruggekeerde cisterciënzerinnen het van hem overnamen. Hij bleef niettemin verbonden aan het hospitaal, hoofdzakelijk als ziekenoppasser.
Hij had dus gedurende ruim dertig jaar als een soort zelfstandig lekenbroeder geleefd, in nauw contact met mannelijke en vrouwelijke leden van de cisterciënzerorde. Hij had er zowel de comtemplatieve als de caritatieve zijde van het kloosterleven mee beleefd. Hij had er zich ook de leiding en de boekhouding van een liefdadige instelling eigen gemaakt.

## Naar de Broeders van Liefde
Wat zijn kwaliteiten en capaciteiten waren, was in zijn omgeving goed bekend. Hij was al de zestig voorbij toen de hoofdgeneesheer van het ziekenhuis, dokter Joseph Kluyskens (1773-1843) hem aanmoedigde om voor de functie van boekhouder bij de Broeders van Liefde te solliciteren. 
Met nogal wat terughoudendheid meldde De Noter zich bij kanunnik Triest met de suggestie dat hij hem misschien kon van dienst zijn. Triest had in de voorbije drie jaar verschillende tot zijn jonge broedergemeenschap toegetreden mannen aan het hoofd ervan gesteld, maar dit was telkens verkeerd afgelopen. Hij onthaalde De Noter dan ook met enthousiasme en vroeg hem zo spoedig mogelijk in te treden. 
Op 3 november 1810 werd De Noter door het Gentse Bureau voor Weldadigheid benoemd tot econoom van het bejaardenhuis (de enige activiteit van de jonge broeders op dat ogenblik) en op 7 november stelde Triest hem aan als overste en informeerde hij hierover het half dozijn toegetreden broeders.

## Organisatie
Het was meteen duidelijk dat De Noter niet alleen een wereldlijk hoofd van de instelling wilde zijn, maar met de aanwezige broeders een echte kloostergemeenschap wilde vormen. Hierbij ging hij verder dan wat de oorspronkelijke intenties van Triest waren, door in de geest van de cisterziënsers, zijn medebroeders op te leiden tot monniken, die naast hun concrete dagtaak ook een contemplatief leven van gebed leidden. Hij vond met deze inzichten een welwillend gehoor bij Triest.
Samen met de zes overgebleven broeders begon hij aan een jaar noviciaat dat uitmondde op 26 november 1811 op het plechtig afleggen van hun geloften. Dezelfde dag kozen de zes broeders Bernardus De Noter tot hun overste. De eerste taak van de overste bestond erin nieuwe rekruten aan te werven. Hij deed dit met grote voorzichtigheid. In 1820 waren er dertig broeders en bij zijn overlijden in 1832 was het aantal tot 69 gestegen en telde de congregatie al vijf vestigingen doorheen het land.
Tot in 1813 hadden de broeders de verzorging van het oudemannenhuis in de Bijloke als hun enige taak. In 1814 werd dit uitgebreid met het organiseren van een klein verzorgingstehuis voor chronische ziekten, en het onthaal van priesters die tot het stevenisme waren toegetreden en zich opnieuw met de Kerk wilden verzoenen. 
Een van de broeders, de portier, was al in 1809 begonnen met het geven van basisonderricht aan ongeletterde volksjongens. Dit groeide uit tot een school die in 1820 vierhonderd leerlingen telde. Ook in Brugge, Roborst en Froidmont opende de congregatie lagere scholen voor de volksjongens en ze hadden aanzienlijk succes. In Brugge telde de school na enkele maanden al driehonderd leerlingen.
In 1815 werd een aanzienlijke stap vooruit gezet in de activiteiten. Nadat een eerste poging in 1808 om een instelling voor geestesgestoorden over te nemen, op een fiasco was uitgedraaid, werd het idee in 1815 op een steviger georganiseerde basis en met méér broeders opnieuw opgenomen. De congregatie kreeg de leiding van de stedelijke instelling in het Gerard Duivelsteen. De eerste zorg bestond er in de hygiënische condities aanmerkelijk te verbeteren en onder meer de onmenselijkheid van de behandeling (het vastketenen bijvoorbeeld) tegen te gaan. Ook in Froidmont bij Doornik namen de broeders de leiding over een psychiatrische instelling. De aanwerving door Triest in 1828 van de jonge en vooruitstrevende dokter Joseph Guislain betekende een fundamentele ommekeer in de behandeling van de patiënten.
In 1825, nadat verschillende broeders hiervoor waren opgeleid, werd in Gent een school voor gehoor- en spraakgestoorde jongens geopend.
Het dynamisme dat de congregatie vertoonde, was niet vanzelfsprekend. Het vond immers plaats in een periode tijdens dewelke de overheid in het Verenigd Koninkrijk der Nederlanden met grote argwaan keek naar katholieke instellingen en naar de congregaties die ze leidden en die ze liefst zo veel mogelijk wilde beknotten. De caritatieve activiteiten voor psychiatrische patiënten en voor gehoor- en spraakgestoorden, werden aanvaard en zelfs door koning Willem gesteund. Maar de jacht was open op congregaties en op broeders die onderwijs verstrekten.  De school in Roborst werd op bevel van de overheid gesloten. Ook de school in Gent sloot einde 1828 de deuren, terwijl Brugge en Froidmont het hoofd boden aan de sluitingspogingen van de plaatselijke overheid en stand hielden.
De Noter kon met voldoening het einde beleven van wat stilaan op een vervolging ging gelijken. Het nieuwe Belgisch koninkrijk kreeg een grondwet die algehele vrijheid van godsdienst en onderwijs verzekerde. De vestigingen die het overleefd hadden kregen een nieuwe vaart en wat gesloten was werd heropend. In Antwerpen en Leuven werden nieuwe activiteiten aangepakt. In totaal kende de Congregatie nu 65 broeders.
De Noter leed in zijn laatste levensjaar aan prostaatkanker. Het belette niet dat hij tot drie dagen voor zijn dood de congregatie effectief leidde.